# Norsko na Letních olympijských hrách 1900
Norsko na Letních olympijských hrách 1900 ve francouzské Paříži reprezentovalo 7 mužů. Nejmladším účastníkem byl Yngvar Bryn (18 let, 209 dní), nejstarším pak Tom Seeberg (40 let, 168 dní). Reprezentanti vybojovali 5 medailí, z toho 2 stříbrné a 3 bronzové.

## Medailisté
| Medaile | Jméno                                                             | Sport             | Disciplína                            |
| ------- | ----------------------------------------------------------------- | ----------------- | ------------------------------------- |
| Stříbro | Ole Østmo                                                         | Sportovní střelba | 300 m - karabin (vstoje)              |
| Stříbro | Ole Østmo Helmer Hermansen Tom Seeberg Ole Sæther Olaf Frydenlund | Sportovní střelba | 300 m - karabin (3 pozice - družstvo) |
| Bronz   | Ole Østmo                                                         | Sportovní střelba | 300 m - karabin (3 pozice)            |
| Bronz   | Ole Østmo                                                         | Sportovní střelba | 300 m - karabin (vleže)               |
| Bronz   | Carl-Albert Andersen                                              | Atletika          | Muži skok o tyči                      |